# مالک چوکونته
مالک چوکونته (انگلیسی: Malik Tchokounté؛ زادهٔ ۱۱ سپتامبر ۱۹۸۸) بازیکن فوتبال اهل فرانسه است.
از باشگاه‌هایی که در آن بازی کرده‌است می‌توان به باشگاه فوتبال پاریس و باشگاه فوتبال کان اشاره کرد.
وی همچنین در تیم ملی فوتبال County of Nice بازی کرده‌است.